# 蒲桃刺粉蝨
蒲桃刺粉蝨（学名：Aleurocanthus eugeniae）为粉蝨科刺粉蝨屬下的一个种。